# Carl August Gustav Riccius
Carl August Gustav Riccius (Bernstadt, 26 de juliol de 1830 - Dresden, 8 de juliol de 1896) fou un compositor alemany.
Era nebot del també compositor August Ferdinand Riccius (1819-1886. Estudià en el Conservatori de Leipzig i el 1847 entrà com a violinista en l'orquestra de la cort de Dresden, de la que en foua anomenat el 1858 segon director i després director de cors de l'Òpera.
El 1889 succeí en Füsternau com a conservador de la biblioteca musical del rei de Saxònia. Va compondre l'òpera Es spuskt, diverses cantates, lieder i peces per a piano.